# Epipagis quadriserialis
Epipagis quadriserialis là một loài bướm đêm trong họ Crambidae.